# Hieracium farinifloccusum
Hieracium farinifloccusum là một loài thực vật có hoa trong họ Cúc. Loài này được (Degen & Zahn) Schljakov mô tả khoa học đầu tiên.